# Помпео, Эллен
Э́ллен Кэ́тлин Помпе́о (англ. Ellen Kathleen Pompeo, род. 10 ноября 1969) — американская актриса, известная по своей роли Мередит Грей в телесериале «Анатомия страсти», где она снимается с 2005 года. С гонораром в размере 350 тысяч долларов за один эпизод шоу Помпео является одной из самых высокооплачиваемых персон на телевидении.

## Ранняя жизнь
Эллен Кэтлин Помпео родилась в городе Эверетт, штат Массачусетс. Она ирландского и итальянского происхождения и была воспитана по правилам Римско-католической церкви. Её мать умерла от передозировки болеутоляющих, когда Эллен было четыре года, и вскоре её отец вновь женился.
В начале 1990-х она работала барменом в одном из заведений в Нью-Йорке, где и нашла себе агента. Вскоре она появилась в нескольких рекламных роликах, сделанных для телевидения, а в 1996 году дебютировала как профессиональная актриса в эпизоде телесериала «Закон и порядок».

## Карьера
В стремлениях добиться успеха, Помпео переехала в Лос-Анджелес в 2001 году. Год спустя она получила свою первую крупную роль в карьере — в кинофильме «Миля лунного света», где снялась вместе с Джейком Джилленхолом. После она снялась в таких фильмах как «Сорвиголова», «Поймай меня, если сможешь» и «Старая закалка».
В 2004 году Помпео получила свою первую главную роль в карьере, в телесериале канала ABC «Анатомия страсти», который рассказывает о жизни интернов, врачей и прочего персонала больницы «Сиэтл Грейс». Его премьера состоялась весной 2005 года и шоу быстро стало одним из самых больших хитов в истории телевидения. Она получила несколько престижных наград за свою роль, в том числе и «Премию Гильдии киноактёров США», а также была номинирована на «Золотой глобус» в категории «За лучшую женскую роль в телевизионном сериале — драма» в 2007 году.

## Личная жизнь
- Муж — Крис Айвери (с 9 ноября 2007 года), музыкальный продюсер. До свадьбы встречались 4 года[8].

- Дочь — Стелла Луна Айвери (род. в сентябре 2009 года)
- Дочь — Сиенна Мэй Айвери (род. в августе 2014 года, с помощью суррогатной матери)
- Сын — Элай Кристофер Айвери (род. в декабре 2016 года, с помощью суррогатной матери)

## Фильмография

### Кино
| Год  | Название на русском          | Название на английском                | Роль                  | Примечания                 |
| ---- | ---------------------------- | ------------------------------------- | --------------------- | -------------------------- |
| 1999 | 8 1/2 x 11                   | 8 ½ x 11                              | Human Resources Woman | Короткометражный фильм     |
| 1999 | Скоро                        | Coming Soon                           | Upset Girl            |                            |
| 2000 | Жена по случаю               | Eventual Wife                         | Beth                  | Короткометражный фильм     |
| 2000 | В лес                        | In the Weeds                          | Martha                |                            |
| 2000 |                              | Mambo Café                            | Stacy                 |                            |
| 2002 | Миля лунного света           | Moonlight Mile                        | Bertie Knox           |                            |
| 2002 | Поймай меня, если сможешь    | Catch Me If You Can                   | Marci                 |                            |
| 2003 | Старая закалка               | Old School                            | Nicole                |                            |
| 2003 | Сорвиголова                  | Daredevil                             | Karen Page            |                            |
| 2003 | За гранью разума             | Undermind                             | Flynn                 |                            |
| 2004 | Никто не совершенен          | Nobody’s Perfect                      | Veronica              | Короткометражный фильм     |
| 2004 | Похитители картин            | Art Heist                             | Sandra Walker         |                            |
| 2004 | Вечное сияние чистого разума | Eternal Sunshine of the Spotless Mind | Naomi                 | Сцены вырезаны при монтаже |
| 2005 | Жизнь на вечеринке           | Life of the Party                     | Phoebe Elgin          |                            |

### Телевидение
| Год       | Название на русском    | Название на английском | Роль           | Примечания |
| --------- | ---------------------- | ---------------------- | -------------- | --- |
| 1996      | Закон и порядок        | Law & Order            | Jenna Weber    | 1 эпизод |
| 1999      | Незнакомцы с конфеткой | Strangers With Candy   | Lizzie Abrams  | 1 эпизод |
| 2000      | Закон и порядок        | Law & Order            | Laura Kendrick | 1 эпизод |
| 2000      | Реальные               | Get Real               | Nina Adler     | 1 эпизод |
| 2001      | Работа                 | The Job                | Sue            | 1 эпизод |
| 2001      | Сильное лекарство      | Strong Medicine        | Quincy Dunne   | 1 эпизод |
| 2004      | Друзья                 | Friends                | Мисси Голдберг | 1 эпизод |
| 2005—2023 | Анатомия страсти       | Grey’s Anatomy         | Мередит Грей   | Премия «Спутник» за лучшую женскую роль в телевизионном сериале — драма (2007) Премия Гильдии киноактёров США за лучший актёрский состав в драматическом сериале (2007) Премия «Спутник» за лучший актёрский состав в драматическом сериале (2007) Премия «Выбор народа» за лучшую женскую роль в драматическом сериале (2013) Номинация — Премия «Золотой глобус» за лучшую женскую роль в телевизионном сериале — драма (2007) Номинация — Премия Гильдии киноактёров США за лучший актёрский состав в драматическом сериале (2006, 2008) Номинация — Teen Choice Award за лучший прорыв года (2005) Номинация — Teen Choice Award за лучшую женскую роль на телевидении (2006) Номинация — Премия «Выбор народа» за лучшую женскую роль в драматическом сериале (2011—2012) |
| 2018-2023 | Пожарная часть 19      | Station 19             | Мередит Грей   | 3 эпизода |